# رباعي نتريد رباعي الكبريت
رباعي نتريد رباعي الكبريت هو مركب لاعضوي من الكبريت والنتروجين صيغته S4N4، ويوجد على شكل صلب بلوري ذي لون أصفر برتقالي. يعد هذا المركب واحداً من مركبات نتريدات الكبريت المتعددة.

## التحضير
يمكن أن يحضر المركب من تفاعل ثنائي كلوريد ثنائي الكبريت مع الأمونيا، كما حضر أول مرة سنة 1835؛ والتي جرى تطورها وتحسينها مع مرور الوقت.
{\displaystyle {\ce {6 S2Cl2 + 16 NH3 -> S4N4 + S8 + 12 NH4Cl}}}

## الخواص
يوجد المركب في الشروط القياسية على شكل صلب بلوري ذي لون أصفر برتقالي، وهو مستقر وثابت تجاه الهواء. ولكنه غير مستقر عند التسخين إذ يتفكك وفق المعادلة التالية:
{\displaystyle {\ce {2 S4N4 -> 4 N2 + S8}}}
يتميز هذا المركب ببنيته المتميزة التي تشبه شكل القفص.

## الاستخدامات
يستخدم رباعي نتريد رباعي الكبريت مركباً طليعياً (سلف) للمركبات الحاوية على على رابطة S-N.
يعطي تسخين هذا المركب بوليمراً لاعضوياً من متعدد الثيازيل SN)x)، والذي له خواص متميزة.